# Bisericani (Fehér megye)
Bisericani falu Romániában, Erdélyben, Fehér megyében. Közigazgatásilag Bucsony községhez tartozik.

## Fekvése
Bucsum-Muntár közelében fekvő település.

## Története
Bisericani korábban Bucsum-Muntár része volt. 1956 körül vált külön, ekkor 43 lakosa volt.
1966-ban 52, 1977-ben 54, 1992-ben 39, a 2002-es népszámláláskor pedig 30 román lakosa volt.